# Беседни заклад
„Беседни заклад” је југословенски и словеначки кратки филм из 1982. године. Режирао га је Јоже Бевц који је заједно са Францеком Рудолфом написао и сценарио.

## Улоге
| Глумац        | Улога |
| ------------- | ----- |
| Деа Баричевић |       |
| Марко Окорн   |       |